# Долгушин, Никита Александрович
Ники́та Алекса́ндрович Долгу́шин (8 ноября 1938, Ленинград — 10 июня 2012, Санкт-Петербург) — советский и российский артист балета, балетмейстер, хореограф, педагог. Народный артист СССР (1988).

## Биография
Никита Долгушин родился 8 ноября 1938 года в Ленинграде (ныне Санкт-Петербург).
В 1959 году окончил Ленинградское хореографическое училище им. А. Я. Вагановой (ныне Академия русского балета им. А. Я. Вагановой) (педагоги В. И. Шелков, М. М. Михайлов, А. И. Пушкин).
В 1959—1961 годах — в труппе Ленинградского театра оперы и балета им. С. М. Кирова (ныне — Мариинский театр), где исполнил ведущие партии практически во всех классических балетах, — однако, в определённый момент его интерес к современной хореографии оказался важнее сотрудничества с известнейшей труппой СССР и мира, скептически относившейся к художественным экспериментам. В 1961—1966 годах — ведущий солист Новосибирского театра оперы и балета, где с успехом разрабатывал музыкальные и хореографические произведения XX века, сотрудничал с П. А. Гусевым, Ю. Н. Григоровичем и другими видными деятелями искусств. В 1966—1968 годах работал в хореографическом концертном ансамбле «Молодой балет» под руководством И. А. Моисеева (ныне Государственный театр классического балета под руководством Н. Д. Касаткиной и В. Ю. Василёва).
В 1968—1983 годах — в Ленинградском Малом театре оперы и балета (ныне Михайловский театр). В 1971 году поставил балет «Ромео и Джульетта» на музыку П. И. Чайковского, в котором сам исполнил партию Ромео.
Вёл обширную концертную деятельность (хореографические миниатюры Л. В. Якобсона, Х. Лимона, Р. Пети, Дж. Кранко, К. Я. Голейзовского, М.-Э. О. Мурдмаа, Г. Д. Алексидзе, Л. С. Лебедева).
В 1964 году дебютировал как балетмейстер (вариации в балете «Ледяная дева» на музыку Э. Грига) в Новосибирском театре оперы и балета. Его постановки отличаются оригинальностью замысла. В Ленинградском Малом театре оперы и балета сочинял одноактные балеты, участвуя в них и как исполнитель. Ставил спектакли в Национальном академическом Большом театре оперы и балета в Минске.
С 1997 по 2006 год возглавлял балетную труппу Самарского театра оперы и балета.
С 1983 по 2001 год — заведующий кафедрой режиссуры балета Санкт-Петербургской консерватории им. Н. А. Римского-Корсакова (профессор). В 1990-е годы был художественным руководителем Театра оперы и балета Санкт-Петербургской консерватории. В этот период, среди прочих студентов, у него проходила обучение Т. Степанова.
С 2007 года работал педагогом-репетитором в Михайловском театре. С 2009 по 2011 год — председатель художественного совета театра.
Никита Александрович Долгушин умер 10 июня 2012 года в Санкт-Петербурге от последствий перенесённого в Париже инсульта. Похоронен на Смоленском православном кладбище.

## Звания и награды
- Лауреат Международного конкурса артистов балета в Варне (1964, I премия)
- Заслуженный артист РСФСР (1964)
- Народный артист РСФСР (1976)
- Народный артист СССР (1988)
- Специальный приз Экспертного совета Высшей театральной премии Санкт-Петербурга «Золотой софит» (2005)
- Премия Правительства Санкт-Петербурга в области литературы, искусства и архитектуры «За выдающийся вклад в развитие петербургской культуры» (2010)[4]
- Благодарность Министра культуры и массовых коммуникаций Российской Федерации (6 июля 2006 года) — за  активную и многолетнюю плодотворную работу по пропаганде отечественного хореографического искусства и в связи с 25-летием основания автономной некоммерческой организации «Редакция журнала «Балет»[5].
- Премия Университета танца в Париже (1966)
- Приз зрительских симпатий общества «Театрал» за постановку спектакля «Серебряный век»
- Рыцарь балета (балетный приз «Душа танца», Россия)
- Человек года-2003
- Кавалер ордена общественного признания «Екатерина Великая»
- Кавалер Ордена гражданской чести и достоинства
- Лауреат Всемирной Академии наук, культуры и искусства
- Профессор Университета танца в Париже
- Профессор (1990), доктор гуманитарных наук Таусонского университета (1991) (США)
- Доктор философии, почётное звание полного профессора Международного университета фундаментального обучения (Россия, 2007).

## Партии
Ленинградский театр оперы и балета им. С. М. Кирова
- 1959 — «Спартак» А. И. Хачатуряна — Сатир
- 1959 — «Ромео и Джульетта» на музыку П. И. Чайковского, балетмейстер О. М. Виноградов — Трубадур, Парис
- 1959 — Хореографические миниатюры, балетмейстер Л. В. Якобсон — Поцелуй, Слепая
- 1960 — «Жизель» А. Адана — Альберт
- 1960 — «Щелкунчик» П. И. Чайковского — Принц
- 1960 — «Шопениана» на музыку Ф. Шопена — Юноша
- 1960 — «Лебединое озеро» П. И. Чайковского — Pas de trois
- 1960 — «Раймонда» А. К. Глазунова — Трубадур
- 1960 — «Маскарад» А. И. Хачатуряна — Мефистофель
- 1960 — Хореографические миниатюры, балетмейстер Л. В. Якобсон — Вальс
- 1960 — «Бахчисарайский фонтан» Б. В. Асафьева — Юноша
- 1960 —«Тропою грома» К. К. Караева — Смит
- 1968 — «Лебединое озеро» П. И. Чайковского — Зигфрид
- 1968 — «Легенда о любви» А. Д. Меликова — Ферхад
- 1972 — «Гамлет» Н. П. Червинского, балетмейстер К. М. Сергеева — Гамлет
- 1982 — «Дон Кихот» на музыку Л. Минкуса — Базиль

Новосибирский театр оперы и балета
- 1962 — «Ленинградская поэма» на музыку Д. Д. Шостаковича, балетмейстер И. Д. Бельский — Юноша
- 1962 — «Легенда о любви» А. Д. Меликова — Ферхад
- 1962 — «Шопениана» на музыку Ф. Шопена — Юноша
- 1962 — «Щелкунчик» П. И. Чайковского — Принц
- 1962 — «Жизель» А. Адана — Альберт
- 1963 — «Семь красавиц» К. К. Караева, балетмейстер П. А. Гусев — Бахрам
- 1963 — «Раймонда» А. К. Глазунова — Жан де Бриен
- 1963 — «Лебединое озеро» П. И. Чайковского — Зигфрид
- 1964 — «Баядерка» Л. Минкуса — Солор
- 1964 — «Золушка» С. С. Прокофьева, балетмейстер О. М. Виноградов — Принц (первый исполнитель)
- 1965 — «Ромео и Джульетта» на музыку П. И. Чайковского, балетмейстер О. М. Виноградов — Ромео (первый исполнитель)
- 1965 — «Корсар» на музыку А. Адана, Л. Делиба, Р. Дриго, Ц. Пуни  — Раб, Али
- 1966 — «Болеро» на музыку одноимённой хореографической поэмы М. Равеля, балетмейстер В. Т. Блинов — Солист
- 1966 — «Спящая красавица» П. И. Чайковского — Дезире
- 1982 — «Дон Кихот» на музыку Л. Минкуса — Pas de deux

Ленинградский Малый театр оперы и балета
- 1968 — «Пахита» Э. Дельдеве, Л. Минкуса — Кавалер
- 1968 — «Лебединое озеро» П. И. Чайковского — Зигфрид
- 1968 — «Баядерка» Л. Минкуса — Солор
- 1969 — «Размышления» на музыку П. И. Чайковского — Гамлет
- 1969 — «Концерт в белом» на музыку концерта для скрипки с оркестром П. И. Чайковского — Солист
- 1969 — «Pas de deux» на музыку Дж. Россини — Солист
- 1969 — «Щелкунчик» П. И. Чайковского, балетмейстер И. Д. Бельский — Щелкунчик-Принц (первый исполнитель)
- 1970 — «Моцартина» на музыку П. И. Чайковского, балетмейстер Дж. Баланчин — Кавалер
- 1971, 1976 — «Ромео и Джульетта» на музыку П. И. Чайковского — Ромео
- 1971 — «Тщетная предосторожность» П. Л. Гертеля, балетмейстер О. М. Виноградов — Колен (первый исполнитель)
- 1971 — «Камерная сюита» на музыку Р. К. Щедрина — Солист
- 1972 — «Кармен-сюита» на музыку Ж. Бизе, оркестровка Р. К. Щедрина, балетмейстер Г. Р. Замуэль — Тореадор
- 1973 — «Жизель» А. Адана — Альберт
- 1973 — «Коппелия» Л. Делиба — Франц (первый исполнитель)
- 1974 — «Ярославна» по «Слову о полку Игореве» Б. И. Тищенко, балетмейстер О. М. Виноградов, режиссёр Ю. П. Любимов — Князь Игорь (первый исполнитель)
- 1975 — «Пахита» Э. Дельдеве, Л. Минкуса — Grand pas
- 1975 — «Сильфида» Г. Левенскольда — Джеймс
- 1976 — «Свершение» А. А. Пярта, балетмейстер М.-Э. О. Мурдмаа — Человек (первый исполнитель)
- 1976 — «Перекрёсток» на музыку Д. Брубека, балетмейстер Л. С. Лебедев — Поэт (первый исполнитель)
- 1976 — «Pas de deux» на музыку П. И. Чайковского — Солист
- 1977 — «Педагогическая поэма» В. М. Лебедева, балетмейстеры Л. С. Лебедев и О. М. Виноградов — Воспитатель (первый исполнитель)
- 1978 — «Царь Борис» на музыку С. С. Прокофьева, балетмейстер Н. Н. Боярчиков — Борис
- 1981 — «Лебединое озеро» П. И. Чайковского — Зигфрид
- 1981 — «Эсмеральда» Ц. Пуни — Феб
- 1982 — «Разбойники» М. А. Минкова по мотивам одноимённой пьесы Ф. Шиллера, балетмейстер Н. Н. Боярчиков — Карл (первый исполнитель)

Санкт-Петербургский театр современного балета Бориса Эйфмана
- 1987 — «Мастер и Маргарита» на музыку А. Г. Шнитке, Д. Д. Шостаковича, Д. Я. Покрасса, Д. Я. Покрасса и Э. Ллойда Уэббера по мотивам одноимённого романа М. А. Булгакова — Пилат

Театр оперы и балета Санкт-Петербургской консерватории
- 1983 — «Онегин» на музыку П. И. Чайковского, балетмейстер Дж. Кранко — Евгений
- 1984 — Концертный номер — Пьеро
- 1984 — Концертный номер — Монолог Иуды
- 1984 — Концертный номер — Нарцисс
- 1984 — Концертный номер — Чорос
- 1984 — «Павана мавра» на музыку Г. Пёрселла — Мавр
- 1982 — «Разбойники» М. А. Минкова по мотивам одноимённой пьесы Ф. Шиллера, балетмейстер Н. Н. Боярчиков — Карл (первый исполнитель)
- 1985 — «Дон Жуан» К. Глюка, по пьесе Ж.-Б. Мольера, балетмейстер Г. Д. Алексидзе — Дон Жуан
- 1990 —  «Король Лир» С. И. Насидзе — Лир

## Постановки
Ленинградский Малый театр оперы и балета
- 1969 — «Концерт в белом» на музыку концерта для скрипки с оркестром П. И. Чайковского
- 1970 — «Размышления» на музыку П. И. Чайковского
- 1970 — «Моцартиана» на музыку П. И. Чайковского
- 1971 — «Ромео и Джульетта» на музыку П. И. Чайковского
- 1972 — «Камерная сюита» на музыку Р. К. Щедрина
- 1972 — «Клитемнестра» на музыку К. Глюка
- 2007 — «Жизель» А. Адана
- «Половецкие пляски» А. П. Бородина
- «Кармен-сюита» на музыку Ж. Бизе, оркестровка Р. К. Щедрина
- Гран па из балетов «Пахита» Э. Дельдеве, Л. Минкуса, «Дон Кихот» на музыку Л. Минкуса, «Щелкунчик», «Лебединое озеро», «Спящая красавица» (все П. И. Чайковского).

Театр оперы и балета Санкт-Петербургской консерватории
- 1984 — «Эпитафия» на музыку Т. Альбинони
- 1985 — «Грёза» («Дама с камелиями») на музыку Э. Шоссона
- 1985 — «Анданте» на музыку П. И. Чайковского
- 1990 — «Король Лир» С. И. Насидзе (совм. с Г. Д. Алексидзе)
- 1990 — «Послеполуденный отдых фавна» К. Дебюсси (хореография В. Ф. Нижинского, реконструкция и исполнение Н. А. Долгушина)
- 1991 — «Свадьба Авроры» (третье действие и апофеоз из балета «Спящая красавица») П. И. Чайковского, хореография М. И. Петипа, реконструкция Н. А. Долгушина)
- 1992 — «Спящая красавица» П. И. Чайковского
- 1992 — «Памяти Л. Якобсона»
- 1993 — «Русский балет Серебряного века» (реставрация хореографии М. М. Фокина и А. П. Павловой)
- 1994 — «Карусель» Э. Лопарди (совм. с А. Тажуинти-Грёгли)
- 1994 — «Щелкунчик» П. И. Чайковского (с использованием фрагментов постановок Л. И. Иванова и В. И. Вайнонена).
- «Сны» на музыку П. И. Чайковского
- «Про Золушку» на музыку С. С. Прокофьева
- «Вальпургиева ночь» на музыку Ш. Гуно

Самарский театр оперы и балета
- 1997 — «Эсмеральда» Ц. Пуни (художественный руководитель постановки; балетмейстер - Александра Тихомирова)
- 1999 — «Павильон Армиды» Н. Н. Черепнина
- 1999 — «Жар-птица» И. Ф. Стравинского
- 1999 — «Сильфиды» на музыку Ф. Шопена
- 2000 — «Спящая красавица» П. И. Чайковского
- 2003 — «Кармен-сюита» на музыку Ж. Бизе, оркестровка Р. К. Щедрина
- 2004 — «Дон Кихот» Л. Минкуса (балетмейстер-постановщик и художник по костюмам)

Большой театр оперы и балета Республики Беларусь
- 1999 — «Эсмеральда» Ц. Пуни
- 2011 — «Сильфида» Г. Левенскольда
- 2012 — «Жизель» А. Адана

## Фильмография
- 1969 — Легенда о любви — Ферхад
- 1985 — Маскарад — Арбенин
- 1985 — Павана мавра — Мавр, Гамлет
- 1985 — Принц и нищий — Король
- 1988 — Шекспириана — друг Мавра, Клавдий, патер Лоренцо
- 1990 — Играют и поют лауреаты 9-го Международного конкурса имени П.И.Чайковского
- 1995 — Мания Жизели — педагог

## Память
- телефильм «Танцует Никита Долгушин» (1982)
- телефильм «Никита Долгушин. Философия танца» (1992)
- телефильм «Сказка его жизни. Никита Долгушин» (2008)